# Annibale Pastore
Annibale Pastore (Orbassano, 13 novembre 1868 – Torino, 27 febbraio 1956) è stato un filosofo italiano, filosofo della scienza e logico sperimentale.

## Biografia
Laureato in Lettere all'Università di Torino nel 1892 con Arturo Graf e in Filosofia nel 1903 con Pasquale D'Ercole, dal 1904 fu insegnante di Liceo e ottenne la cattedra di Filosofia teoretica dell'Università di Torino dove insegnò dal 1914 al 1939. In quest'ultimo anno fondò e diresse il laboratorio di logica sperimentale di Torino. Fu collaboratore della Rivista di filosofia.
I suoi manoscritti sono conservati nell'Accademia toscana di scienze e lettere La Colombaria di Firenze.
La salma del filosofo riposa nel Cimitero di Bruino.

## Opere
- Logica formale dedotta dalla considerazione dei modelli meccanici, 1906
- Del nuovo spirito della scienza e della filosofia, 1907
- Sillogismo e proporzione, 1910
- Dell'essere e del conoscere, 1911
- Il pensiero puro, 1913
- Il problema della causalità, con particolare riguardo alla teoria del metodo sperimentale, 1921
- Il solipsismo, 1923
- La logica del potenziamento, 1936
- Logica sperimentale, 1939
- L'acrisia di Kant, 1940
- La filosofia di Lenin, 1946
- La volontà dell'assurdo. Storia e crisi dell'esistenzialismo, 1948
- Logicalia, 1957
- Dioniso, 1957
- Introduzione alla metafisica della poesia, 1957